# Mödlinger Gusztáv
Mődlinger Gusztáv (Budapest, 1899. április 19. – Budapest, 1984. október 28.) biológus, egyetemi tanár. A biológiai tudományok kandidátusa (1952).

## Életpályája
Szülei: Mödlinger Ferenc és Hodács Anna voltak. 1917-ben érettségizett a Budapest III. kerületi főgimnáziumban. 1919-ben az egyetem állattani intézetében volt gyakornok. 1920-tól a Pázmány Péter Tudományegyetem Általános Állattani és Összehasonlító Bonctani Intézetben megbízott tanársegéd, 1923–1924 között tanársegéd volt. 1923-ban doktorált állattanból. 1928–1930 között belföldi kutató ösztöndíjat kapott. 1932-ben magántanári képesítést szerzett a budapesti egyetemen. 1934-től adjunktus, majd intézeti tanárként dolgozott. 1939-ben címzetes nyilvános rendkívüli tanár lett. 1940-ben Akadémiai pályadíjat nyert. 1948-ban a Természettudományi Társaság Állattani szekciójának elnöke volt. 1949-től az Állatszerv. Intézetet vezette. 1952-ben a Magyar Biológiai Társaság állattani szakosztályának elnöke volt. 1953–1957 között az Élet- és Földtudományi Kar dékánja volt. 1953–1970 között az általános állattani és összehasonlító bonctani tanszék vezetője volt. 1957–1958 között a Természettudományi Kar dékánjaként dolgozott. 1970-ben nyugdíjba vonult. 1974-ben a Magyar Endokrin és Anyagcsere Társaság tiszteletbeli tagja lett.
Összehasonlító bonctant, állatélettani anatómiát és fejlődéstant adott elő az egyetemen. Kutatási területe a gerinctelenek bonc- és szövettana, a gerincesek pajzsmirigye.
Sírja az Óbudai temetőben található (10-I-90).

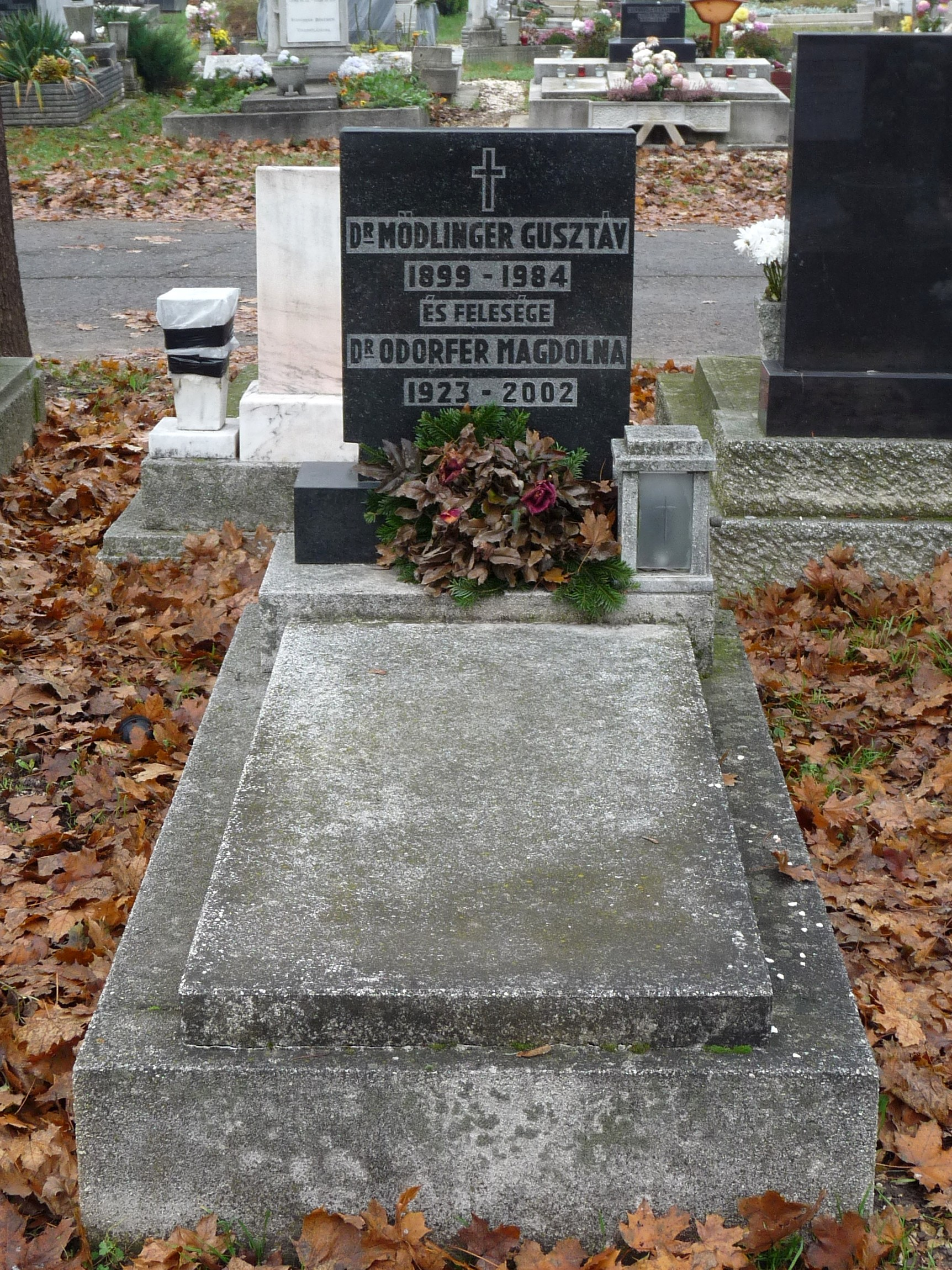
Mödlinger Gusztáv (1899–1984) magyar zoológus és felesége sírja az Óbudai temetőben (10-I-90)

## Művei
- A mo-i denevérek szívóférgei (Budapest, 1930)
- Adatok a szárazföldi ászkarákok lélekzőszerveinek alaktanához (Budapest, 1931)
- Állattan. Gyógyszerészhallgatók részére Mődlinger Gusztáv előadásai után. 1-2. rész (Budapest, 1941)
- Az állati szervezet ritmusa (Budapest, 1941)
- Histophysiologiai vizsgálatok a házinyúl pajzsmirigyén (Budapest, 1941)
- A hazai örvenyférgek gyűjtése és konzerválási módja (Budapest, 1943)
- A hormonokról (Budapest, 1943)
- Az állattan feladata és ágazatai (Budapest, 1948)
- Az állattani ismeretek szerepe a gyógyszerészetben (Budapest, 1948)
- Állattani anatomia (Egyetemi jegyzetek, 1950/51. Budapest, 1950)
- Állatszervezettani gyakorlat. Mődlinger Gusztáv útmutatásai szerint összeállította: Wiesinger Márton, Szegedi Béla (Budapest, 1950)
- Bevezetés az állatok szervezettanába (Egyetemi jegyzetek, 1950/51. tanév. Budapest)